# ОДК-СТАР
Акционерное общество «ОДК-СТАР» — единственное в России предприятие, обладающее компетенциями в разработке и серийном производстве систем топливопитания и управления газотурбинными двигателями (ГТД) воздушного, наземного и морского назначения, включая электронные агрегаты с полной ответственностью типа FADEC и гидромеханические агрегаты: топливные насосы, регуляторы, дозаторы, автоматы распределения, блоки управления механизацией, исполнительные механизмы, клапаны, а также топливные агрегаты, исполнительные механизмы, пульты управления, электронные блоки управления и защиты промышленных ГТД электростанций и газоперекачивающих агрегатов, ГТД морского применения. АО «ОДК-СТАР» имеет опыт поддержания всего жизненного цикла газотурбинных двигателей. Предприятие владеет рядом соответствующих патентов.
С 2010 года АО «ОДК-СТАР» входит в состав Объединённой двигателестроительной корпорации (дочернее предприятие ОПК «Оборонпром»). В ноябре 2020 г. на должность управляющего директора АО «ОДК-СТАР» назначен Сергей Владимирович Попов.
Предприятие находится под санкциями всех стран Евросоюза, США и Украины.

## История
Строительство завода началось в 1938 году. Завод был основан как завод-дублер единственного на тот период действующего Московского карбюраторного завода, мощностей которого было недостаточно для развивающейся страны. В 1939 году был построен первый заводской корпус, в котором располагалось механическое, сборочное и инструментальное производство. 2 октября 1939 года строительству завода был присвоен № 339-Бис. В 1940 году появился второй корпус. Начали работать первые цехи, в которых шло освоение производства карбюратора АК-62.
К концу 1940 года завод выпустил первые сотни карбюраторов. На соседнем заводе имени Сталина (ныне — «Пермский моторный завод») карбюраторы ставились на двигатель М-62 для истребителя И-16. До начала Великой Отечественной войны завод освоил производство карбюраторов К-105БП для двигателей скоростных истребителей Як-7б и Пе-3, пикирующего бомбардировщика Пе-2, ставшего во время войны основным фронтовым бомбардировщиком.

Война и начавшаяся в связи с ней эвакуация людей и материальных ценностей на Восток заставила объединить московский завод № 33 с его уральским дублером. В октябре 1941 года в Перми на территории предприятия разместился прибывший из Москвы карбюраторный завод и входящее в его состав ОКБ главного конструктора Ф. А. Короткова. Приказом наркома от 28 октября 1941 года эвакуированный завод был организационно объединен с пермским заводом. Директором объединенного завода, получившего номер 33, был назначен А. Г. Солдатов. 
Вот что вспоминала о переброске московского завода № 33 в Пермь М. Ватлина: «На вокзале рабочих авиазавода ждал эшелон, в него погрузили оборудование, посадили рабочих. Спали на наспех сколоченных нарах прямо рядом со станками. Дорога до Перми оказалась невероятно долгой, почти целый месяц — немецкая авиация постоянно бомбила железную дорогу, пути едва успевали восстанавливать».
ОКБ, возглавляемое Ф. А. Коротковым, проработало в Перми почти два года. Совместно с заводом № 33 коллектив его занимался доводкой и обеспечением серийной поставки карбюраторов для авиадвигателей. В 1943 году, когда произошел коренной перелом в ходе войны, эвакуированные предприятия начали возвращаться на места прежней дислокации. Вернулось в Москву и ОКБ Ф. А. Короткова.
Однако завод № 33 остался в Перми. Вновь проводить реорганизацию, разделять его на два предприятия — пермское и московское — было нецелесообразно: завод в то время был единственным в стране поставщиком авиационных карбюраторов, и любой, даже недолгий, сбой в его работе мог очень тяжело отразиться на состоянии фронтовой авиации. Вместе с тем доводка изделий непосредственно на месте их изготовления — в Перми — требовала инженерно-конструкторского обеспечения. Вот почему на заводе № 33 в июне 1943 года вместо выбывшего в Москву опытно-конструкторского бюро был создан его филиал.
К этому времени завод выпустил около 30 наименований карбюраторов разработки Ф. А. Короткова: К-11А, К-11Б, К-11БП, КТА-21, К-25, К-42, К-38, К-37БП, К-105Ф, АК-62, АК-88, АК-82БП и других. Эти карбюраторы стояли на моторах самолётов: штурмовик Ил-2 (выпущено более 41 тыс.шт.), истребители Як-1, Як-3, Як-7, Як-9 (выпущено 36 тыс.шт.), истребители ЛаГГ-3, Ла-5, Ла-7 (выпущено 22,3 тыс.шт.), пикирующие двухместные бомбардировщики Ту-2 и Пе-2 (выпущено 11427 шт.), лёгкий ночной бомбардировщик По-2, истребители МиГ-1, МиГ-3 и др.
| Июль 1940 г.       | Выпуск первого карбюратора АК-62. |
| Июнь 1943 г.       | По приказу № 336 народного комиссара авиационной промышленности в Перми при карбюраторном заводе № 33 создан филиал Московского опытного конструкторского бюро № 315, который занимался доводкой и совершенствованием серийных карбюраторов для двигателей самолётов. |
| 1941-1945 г.       | Единственный в стране завод по выпуску авиационных агрегатов. Произведено 1 млн. 107 тыс. карбюраторов. |
| 1945 г.            | За выдающиеся достижения в труде и производстве стратегической продукции завод награждён орденом Трудового Красного Знамени. |
| 1954 г.            | Выпуск топливно-регулирующих агрегатов для первого реактивного двигателя. |
| 26 февраля 1957 г. | По приказу № 66 министра авиационной промышленности филиал Московского ОКБ-315 преобразован в самостоятельное опытно-конструкторское бюро № 33 (1 апреля 1957 г. — Пермское агрегатное конструкторское бюро — ПАКБ). |
| 1957-1960 г.       | Начало производства автоматики для ракет «Протон». Разработаны системы регулирования для первого отечественного двухконтурного двигателя Д-20П самолёта ТУ-124 и первого в истории авиации ГТД со свободной турбиной Д-25В для вертолётов Ми-6, Ми-10. |
| 1971-1974 г.       | Разработаны системы управления двигателями Д-30КУ, Д-30КП, и начато серийное производство топливно-регулирующих систем для самолётов Ил-62М, Ту-154М, Ил-76. На базе САУ вертолётного двигателя ТВ2-117 разработана система топливоподачи и управления ГТД для танка Т-80. |
| 1975 г.            | Впервые в стране разработана электронно-гидромеханическая САУ двигателя Д-30Ф6 для сверхзвукового истребителя-перехватчика МиГ-31. Впервые в мире разработан цифровой электронный регулятор РЭД-3048, обеспечивающий управление и ограничение основных режимов двигателя. |
| 1987-1988 г.       | Передана для серийного освоения электронно-гидромеханическая система управления двигателем ПС-90А для самолётов Ил-96-300, Ту-204, Ту-214, Ил-76МФ. Впервые в отечественной практике создан цифровой электронный регулятор РЭД-90 «с полной ответственностью» (FADEC). Разработана САУ с электронным регулятором РЭД-65 для двигателя ТВ7-117С самолёта Ил-114.                                            |
| 1992 г.            | Выпуск «90» системы для двигателя ПС-90 на самолёты Ил-62, Ту-204. Разработана электронно-гидромеханическая система управления, контроля и диагностики двигателя РД-600В для многоцелевого транспортно-десантного вертолёта К-60 и транспортно-пассажирского вертолёта Ка-62. |
| 1993 г.            | Создана САУ ГТУ-2,5 по заказу Газпрома, и начато её серийное производство для передвижных электростанций ПАЭС-2500М и блочных электростанций мощностью 4 МВт. |
| 1995 г.            | Освоение и выпуск гидротолкателей для Заволжского моторного завода и «АвтоВАЗа». |
| 2006 г.            | Начато опытное производство новой САУ двигателя ПС-90А2 для пассажирских самолётов. Создан регулятор системы РЭД-90А2М, который объединяет функции управления двигателем, контроля и диагностики. Ресертификация СМК на соответствие требованиям ИСО-9001 (ГОСТ Р ИСО 9001). Освоение агрегата РСФ-31ВТ2 на двигатель 117С самолёта Су-35.                                                                 |
| 2008 г.            | Выпуск агрегатов системы «117» ДТФ1-117, ДТФ5-117, ДТ с РТ-117 для двигателей самолётов пятого поколения. Освоение агрегатов НР-3ВМ/ВМА, ДЦН-70А и ИМ-3А вертолётных двигателей ТВ3-117/ВК-2500. Для системы управления САУ-117 двигателем многофункционального истребителя пятого поколения разработаны агрегаты: электронный блок концентрации информации БКИ-117, агрегат резервного управления АГ-117. |
| 2009-2010 г.       | Начаты работы по созданию САУ и ТП перспективного двигателя ПД-14 для ближне- и среднемагистрального пассажирского самолёта МС-21. Разрабатывается система управления новым перспективным двигателем ТВ3-117ВМА-СБМВ для вертолётов класса Ми-8МТВ, Ми-17. Основа САУ — двухканальный цифровой регулятор типа FADEC.                                                                                       |
| 2010 г.            | Развёртывание производства топливной автоматики вертолётного двигателя ТВ3-117/ВК-2500. Изготовлена партия агрегатов, проведены стендовые и лётные испытания агрегата РСФ-31ВТ2 по программе создания двигателя 117С самолёта Су-35. Серийный выпуск агрегатов и коробок приводов маслосистем Рыбинских двигателей. Разработана двухтопливная локальная система управления (ЛСУ) морским ГТД.              |
| 2011 г.            | Создано объединённое предприятие ОАО «СТАР». |
| 2013-2014 гг.      | Разработан насос-регулятор НР-3 ОК с шестеренным качающим узлом для вертолетного двигателя ТВ3-117/ВК-2500. |
| 14 августа 2015 г. | Торжественное открытие обновлённого корпоративного музея АО «ОДК-СТАР» в день 75-летия предприятия. |
| 26 января 2016 г.  | ОАО «СТАР» переименовано в АО «ОДК-СТАР» в соответствии с решением внеочередного общего собрания акционеров. |
| Февраль 2016 г.    | Начало работ по серийному выпуску гидротолкателей ГТ30В (21179-1007300-00). |

### Юридические названия конструкторского бюро
- 1957 - Пермское агрегатное конструкторское бюро[18]
- 1992 - Акционерное общество открытого типа "СТАР" (АООТ "СТАР")[19]
- 1997 - Открытое акционерное общество "СТАР" (ОАО "СТАР")[20]

### Юридические названия серийного завода
- 1939 — Завод № 339
- 1941 — Завод № 33
- 1947 — Завод им. М.И. Калинина
- 1966 — Пермский карбюраторный завод им. М.И. Калинина
- 1979 — Пермское агрегатное производственное объединение им. М.И. Калинина (ПАПО им. М.И. Калинина)
- 1992 — Акционерное общество открытого типа «Инкар» (АООТ «Инкар»)[21]
- 1997 — Открытое акционерное общество "ПАО «Инкар» (ОАО "ПАО «Инкар»)
- 2011 — Открытое акционерное общество «СТАР» (ОАО «СТАР»)
- 2016 — Акционерное общество «ОДК-СТАР» (АО «ОДК-СТАР»)

## Продукция
Предприятие АО «ОДК-СТАР» является разработчиком и серийным изготовителем комплексных электронно-гидромеханических САУ для авиационных двигателей самолетов и вертолетов гражданского назначения. Предприятие занимается разработкой, поставкой, монтажом и пусконаладкой систем автоматического управления газотурбинной техники, используемой в малой энергетике и газотранспортной системе. В настоящее время разработана и сертифицирована САУ ГТД морского исполнения.
АО «ОДК-СТАР» выполняет полный цикл работ по автоматизации управления промышленных газотурбинных двигателей и газотурбинных агрегатов: проектирование и разработка систем, программирование алгоритмов и изготовление аппаратной части, шефмонтажные и пусконаладочные работы, сервисное обслуживание.

## Директора

### Директора серийного завода[23]
| ФИО                              | Годы работы               |
| -------------------------------- | ------------------------- |
| Горлин, Алексей Романович        | 1939-1941                 |
| Солдатов Анатолий Григорьевич    | 1941-1942                 |
| Сильнов, Алексей Михайлович      | 1942-1943                 |
| Маланьин, Михаил Иванович        | 02-07.1943                |
| Брусникин, Гавриил Дмитриевич    | 1943-1944                 |
| Вигура, Георгий Тимофеевич       | 1944-1949                 |
| Соснин, Борис Яковлевич          | 1949-1955                 |
| Головачёв, Александр Михайлович  | 1956-1957                 |
| Журбенко, Григорий Лукич         | 1957-1966                 |
| Горшков, Анатолий Константинович | 1966-1988                 |
| Антонов, Юрий Яковлевич          | 1988-2006                 |
| Долотов Александр Иванович       | 2006-2008                 |
| Попов Сергей Владимирович        | 2008-2009 / 2012-2013     |
| Данилюк Александр Анатольевич    | 2009-2010                 |
| Дудкин Юрий Петрович             | 2010-2012                 |
| Остапенко Сергей Владимирович    | 2013 - 2020               |
| Попов Сергей Владимирович        | 2020 - по настоящее время |

### Главные конструкторы КБ
| ФИО                           | Годы работы               |
| ----------------------------- | ------------------------- |
| Полянский Алексей Фёдорович   | 1957—1973                 |
| Гордеев Георгий Иванович      | 1974—1989                 |
| Дудкин Юрий Петрович          | 1989—2012                 |
| Остапенко Сергей Владимирович | 2012 — по настоящее время |

## Публикации
- JSC STAR: Accelerating the design of aircraft engine control systems Архивная копия от 6 августа 2016 на Wayback Machine — Siemens PLM Software
- Oboronprom United Industrial Corporation Approves Property Purchase Agreement with OAO STAR — BLOOMBERG LP
- Открылся обновленный музей «ОДК-СТАР» Архивная копия от 1 июля 2016 на Wayback Machine
- Сергей Остапенко: Работа по принципу «одного окна» Архивная копия от 24 июня 2016 на Wayback Machine — Журнал «Взлёт» 2013 № 07
- Производительность пермского «ОДК-СТАР» повысится в 2,5 раза Архивная копия от 20 апреля 2018 на Wayback Machine
- Корпоративный музей «ОДК-СТАР» стал победителем всероссийского конкурса Архивная копия от 19 апреля 2018 на Wayback Machine
- О производстве современных систем управления для российских авиадвигателей Архивная копия от 19 апреля 2018 на Wayback Machine
- Пермское АО «ОДК–СТАР» получит более 5 млрд руб. на развитие производства Архивная копия от 20 апреля 2018 на Wayback Machine
- ОДК полностью импортозаместила производившиеся на Украине насосы-регуляторы вертолетных двигателей Архивная копия от 19 июня 2018 на Wayback Machine
- ОДК разработала современную двухтопливную систему управления для морских газотурбинных двигателей Архивная копия от 20 апреля 2018 на Wayback Machine
- ПД-14 станет первым российским авиадвигателем с электронным автоматическим управлением Архивная копия от 19 апреля 2018 на Wayback Machine
- Компания «ОДК-СТАР» разработает систему управления для авиадвигателя ПД-35 Архивная копия от 20 апреля 2018 на Wayback Machine
- Авиадвигатель ПД-35 оптимизируют на этапе проектирования для снижения стоимости жизненного цикла
- Российскому небу – российские двигатели Архивная копия от 19 апреля 2018 на Wayback Machine